# 스나가와 사건
스나가와 사건(일본어: 砂川事件 すながわじけん[*])은 도쿄도 현 다치카와시 스나가와초 부근에 있던 주일미군 다치카와 비행장의 확장을 둘러싼 투쟁 중 벌어진 일련의 소송으로, 이 중에서도 특별조달청 도쿄조달국이 강제측량을 했을 때 기지확장에 반대하는 시위대의 일부가 미군기지 출입금지 경계책을 부수고 기지 내에 수 미터 진입한 것을 원인으로 시위대 중 7명이 미일안전보장조약 제3조에 의거한 행정협정 위반으로 기소된 사건을 가리킨다.
이 사건은 당시 스나가와 주민들과 일본의 국민들 사이에서 주로 스나가와 분쟁(일본어: 砂川紛争)이라고 불린다. 스나가와 투쟁의 중요한 사건 중 하나로, 이 사건은 이후 안보 투쟁 및 전학공투회의와 더불어 일본 내 학생운동의 지표가 되었다.

## 판결 과정

### 제1심
도쿄 지방재판소의 재판장 판사 다테 아키오는 1959년 3월 30일 "일본 정부가 미군 주둔을 허용한 것은 지휘권 유무, 출동 의무 유무에 관계없이 일본 헌법 제9조 2항 전단에 의해 금지되는 전력 보유에 있어 위헌이다. 따라서 형사특별법의 벌칙은 일본국 헌법 제31조(적법절차 규정)를 위반하는 불합리한 것"이라고 판정하고 전원 무죄 판결해 주목받았다. 이에 일본 검찰 측은 즉각 대법원으로 도약 상고를 했다. 일본에서는 이 판결을 다테 판결(일본어: 伊達判決)이라고 부른다.

### 최고재판소 판결
최고재판소 대법정재판장 다나카 고타로 장관은 1959년 12월 16일 "헌법 제9조는 일본이 주권국으로서 갖는 고유의 자위권을 부정하고 있지 않으며 동조가 금지하는 전력은 일본국이 지휘 관리할 수 있는 전력이므로 외국 군대는 전력에 해당하지 않는다. 따라서 미군의 주둔은 헌법 및 전문의 취지에 어긋나지 않는다. 한편 미·일 안전보장조약처럼 고도의 정치성을 가진 조약에 대해서는 언뜻 보기에 극히 명백하게 위헌이라고 인정되지 않는 한 그 내용에 대해 위헌 여부에 대한 법적 판단을 내릴 수 없다"며 원심판결을 파기하고 도쿄 지방재판소로 돌려보냈다.

### 환송심과 확정 판결
다나카의 환송 판결에 따라 재심리를 한 도쿄 지방재판소의 재판장 기시 세이이치는 1961년 3월 27일 피의자 7명에게 벌금 2,000엔의 유죄 판결을 내렸다. 이 판결에 대해 상고를 받은 최고재판소는 1963년 12월 7일 상고 기각을 결정했고, 이에 따라 피의자들의 유죄 판결이 확정됐다.

## 스나카와 사건 판결의 논점

### 최고재판소 판결 배경
일본 측 연구자나 저널리스트들이 기밀지정이 해제된 미국 측 공문서를 분석함으로써 2008년부터 2013년에 걸쳐 새로운 사실이 속속 판명되었다.
우선 도쿄지법의 '미군 주둔은 헌법 위반' 판결을 받고, 당시 주일대사였던 더글러스 맥아더 2세는 판결 파기를 노리고 후지야마 아이이치로 외무대신에게 최고재판소 도약 상고를 촉구하는 외교 압력을 가하고 다나카 대법원장과 밀담하는 등 판결에 개입을 했다. 더글러스 맥아더 2세는 도약상고를 촉구한 것은 통상의 항소에서는 소송이 길어지고 1960년으로 예정되어 있던 조약 개정에 반대하는 일본사회당 등 비무장 중립을 주창하는 좌익세력을 이익만 낼 뿐이라는 이유를 들었고, 이 때문에 1959년 중에 미군 주둔이 합헌이라는 판결을 내도록 요구한 것이다. 이에 대해 이 사건의 전 피고인 중 한 명이 최고재판소·외무성·내각부 3곳에 일본 측의 관련 정보 공개를 청구했으나 3자 모두 '기록이 남아 있지 않다'며 비공개를 결정했다. 불복신청에 대해 일본 외무성은 '관련 문서'의 존재를 인정하고 2010년 4월 2일 후지야마 외상과 맥아더 대사가 1959년 4월 가진 회담에 대한 문서를 공개했다.
다나카 장관이 맥아더 주일대사를 면담했을 때, 다나카는 "다테 판결은 전적으로 잘못됐다"며 1심 판결 파기·환송을 시사하였고 미국 측에 상고심 일정이나 결론 방침을 누설한 것이 드러났다. 언론인 스에나미 야스시가 미국 국립문서기록관리청에서 공문 분석을 통해 얻은 결론에 따르면, 이 다나카 판결은 존 B. 하워드 미국 국무장관 특별보좌관이 "일본 이외에 유지되고 사용되는 군사기지의 존재는 일본 헌법 제9조의 범위 내에서 일본 군대 또는 '전력'의 유지에 해당하지 않는다"는 이론에 따라 도출한 것이다. 해당 문건에 따르면 다나카는 주일 수석공사 윌리엄 렌하트에게 "결심 후 평의는 실질적인 만장일치를 만들어 여론을 흔드는 소수의견을 회피하는 방식으로 진행되기를 바란다"고 말한 것으로 알려져, 조속한 시일 내에 전원일치로 미군 기지의 존재를 '합헌'으로 판결받기를 바랐던 미국 측 뜻에 따라 최고재판소 대법정이 발언을 했다. 다나카는 스나가와 사건 상고심 판결에서 "만약 그것(주둔)이 위헌이라고 하더라도 어쨌든 주둔이라는 사실이 실제로 존재하는 이상은 그 사실을 존중하고 이에 대해 합당한 보호의 길을 강구하는 것은 입법정책상 충분히 시인할 수 있다"거나 "기정사실을 존중하고 법적 안정성을 유지하는 것이 법의 원칙"이라는 보충의견을 밝힌 바 있다. 센슈대학 명예교수인 후루카와 준은 다나카의 상기 보충의견에 대해 "이러한 현실정치 추종적 견해는 논외"라고 판단하였으며, 또 헌법학자이자 와세다대 교수인 미즈시마 아사호는 판결이 기정 방침이었다는 점과 일정이 누락된 사실에 대해 "사법권의 독립을 흔드는 것이다. 이렇게까지 대미 추종이 된 것에 대해 매우 놀랍다"고 말했다.

### 자위대 및 집단적 자위권
본 판결은 주일 미군에 관한 사안이었기 때문에 일본의 독자적 자위력 보유에 대해 헌법상 허용되고 있는지 여부는 밝히지 않고 있다. 판결문에는 "9조 2항이 이른바 자위를 위한 전력 보유도 금지한 것인지 여부를 떠나"라고 밝혀 개별적 자위권 행사를 위한 전력 보유가 합헌인지 여부에 대해서도 판단을 피하고 있다. 즉 자위권 자체는 인정하지만 자위권 행사를 위해 자위대를 보유하는 것이 합헌이라고는 판결문에 드러나지 않는다.

### 유권해석에 미치는 영향
다나카 고타로의 판결은 "우리나라[일본]가 주권국으로서 가지는 고유의 자위권은 어떠한 부정된 것이 아니며, 우리 헌법의 평화주의는 결코 무방비, 무저항을 정한 것이 아니다"라고 밝혔다.
이 판결은 직접적으로는 외국 군대의 일본 내 주둔 합헌성에 대해 판단한 것이다. 다나카는 "우리나라[일본]가 자국의 평화와 안전을 유지하고 그 존립을 다하기 위해 필요한 자위를 위한 조치를 취할 수 있는 것은 국가 고유의 권능의 행사로서 당연하다"며 "외국 군대는 설사 그것이 우리나라[일본]에 주둔한다 하더라도 여기에 말하는 전력에는 해당하지 않는다"고 결론내렸다.
다만 스나가와 사건의 판결은 주둔 미군에 관한 사안이었기 때문에 일본 독자적 자위력 유지에 대해 헌법상 허용되고 있는지 여부는 밝히지 않았다. 스나카와 사건 대법원 판결문은 헌법 9조 2항에 대해 "그 유지를 금지한 전력이란 우리나라가 그 주체가 되어 이에 지휘권, 관리권을 행사할 수 있는 전력을 말한다"고 밝혔다.
반면 정부의 견해는 자위를 위한 필요 최소한도의 실력은 헌법 9조의 '전력'에 해당하지 않으며 자위대는 군대에 해당하지 않는다는 구성을 취한다. 또 자위조치에 대해 1972년 정부는 '국민의 권리가 근본적으로 뒤집히는 급박, 부정사태' 시 '필요 최소한도'에 한해 발동할 수 있다고 밝혔다. 다만 1972년 정부는 결론적으로 "집단적 자위권 행사는 헌법상 허용되지 않는다"고 밝혔다. 이는 집단적 자위권은 일본이 공격받지 않은 상황에, 자위를 위한 필요 최소한을 넘는 것은 헌법상 금지되어 있다는 논리에 근거한다.
2014년 4월 참의원 의원이자 공명당 대표인 야마구치 나쓰오는 스나가와 사건의 최고재판소 판결에 대해 "집단적 자위권을 염두에 둔 것이라고 생각하지 않는다"는 인식을 밝힌 데 대해, 그해 5월 중의원 의원이자 자민당 부총재인 고무라 마사히코는 스나가와 사건의 최고재판소 판결이 자위권을 언급한 유일한 대법원 판결로 집단적 자위권을 제외하고 있지 않다는 인식을 드러냈다. 2014년 5월 15일 스나가와 사건 판결문은 '안보의 법적 기반 재구축에 관한 간담회(7차)' 보고서에서 언급되었으며, 같은 해 7월 1일 제2차 아베 내각에 의한 임시 각의에서의 헌법 해석 변경의 한 근거로 여겨졌다.
2015년 6월 4일 중의원 헌법심사회에서는 자민당 추천 헌법학자를 포함해 헌법학자 3명 전원이 집단적 자위권 행사 등을 담은 관련 법안을 위헌으로 지적했다. 이에 대해 2015년 6월 10일 안보 관련 법안을 심의하는 중의원 특별위원회에서 요코바타 유스케 내각 법제국 장관은 새로운 정부 견해에 대해 스나카와 사건 최고재판소 판결을 인용하며 "지금까지의 정부 헌법 해석과의 논리적 정합성은 유지되고 있다"고 설명했다.
중의원 헌법심사회에서는 자민당 부총재인 고무라 마사히코가 스나가와 사건의 최고재판소 판결이 자위의 조치를 인정하고 있다고 지적한 뒤 "종래 정부 견해에 있어서 헌법 9조 법리의 테두리 안에서 합리적인 적용의 귀결을 이끌었다"고 주장했다. 이에 대해 민주당 간사장인 에다노 유키오는 스나카와 판결이 일본의 집단적 자위권 합헌성을 다툰 것이 아니라고 말했다. 또, 안보 관련 법안을 심의하는 중의원 특별위원회에서 쓰지모토 기요미가 앞서 말한 '안전보장의 법적 기반 재구축에 관한 간담회'에서 좌장 대리를 맡은 기타오카 신이치의 발언을 거론하며 "기타오카씨는 '스나가와 판결은 미군과 기지에 관한 재판으로 거기에 전개된 법리는 반드시 구속력을 갖지 않는다"고 말했다. 억지를 부리려고 하니 헌법학자들이 이상하다고 한다"고 말했다.

## 사건 이후
이후 미군은 수도권역의 공군 거점을 요코타 기지로 단일화하기로 방침을 바꿨고 1977년 11월 30일 다치카와 기지는 일본에 전면 반환됐다. 터에는 도쿄도의 방재 기지, 육상자위대 다치카와 주둔지, 국영 쇼와 기념 공원이 생겼고, 여러 국가의 시설이 이전해 오고 있다.
2014년 6월 17일 당시 피고인 4명이 유죄판결이 잘못됐으므로 판결을 파기하고 면소하라는 재심청구를 하였다. 이번 청구에 대해 "제2차 아베 내각은 집단적 자위권의 합헌 해석을 다나카 판결·기시 판결을 근거로 삼으려 하고 있기 때문에 항의의 의미를 담아서"라고 설명했다. 재심 청구에 대해 도쿄 지방법원은 2016년 3월 8일 "신증거는 면소를 선고하는 명백한 증거로 인정되지 않는다"며 기각했다. 이에 원 피고측은 도쿄 고등법원에 즉시 항고할 방침이었다. 2017년 11월 15일 전 피고인 3명과 고인이 된 유족 1명이 낸 재심청구 즉시항고심에서 도쿄고법은 즉시항고를 기각하기로 결정했다. 원 피고들은 도쿄 고등법원의 판결에 불복해 최고재판소에 특별항고했지만, 최고재판소는 2018년 7월 18일에 기각했고, 이로써 재심 기각이 확정되었다. 여전히 원고 중 한 명은 "사법적 다툼으로 권리침해 구제를 피한 부당 결정"이라고 비난했다.

## 같이 보기
- 일본국 헌법 제9조
- 대미종속론
- 미일안전보장조약/ 일본과 미국 간의 상호 협력 및 안전 보장 조약
- 헌법재판
- 우치나다 사건

### 내용주
1. ↑  일본국 헌법 제76조에 위배되는 것이다

### 참조주
1. 1 2 3  (일본어) 『砂川事件』  - 고트뱅크
2. ↑  “「米軍違憲」破棄へ圧力 砂川事件、公文書で判明”. 《47NEWS》 (共同通信社). 2008년 4월 29일. 2022년 11월 19일에 확인함.
3. ↑  野口由紀 (2009년 5월 9일). “砂川裁判：米大使との密談、最高裁など「不開示」--「記録なし」”. 《毎日新聞（ウェブ魚拓》. 2022년 11월 19일에 확인함.[깨진 링크(과거 내용 찾기)]
4. ↑  野口由紀 (2010년 4월 3일). “「伊達判決」直後、日米密談の文書存在 外務省が一転開示”. 《毎日新聞（ウェブ魚拓）》. 2010년 4월 3일에 확인함.
5. ↑  元被告ら“米工作”開示文書公表　砂川事件共同通信2010年4月8日 보관됨 2013-05-01 - 웨이백 머신
6. ↑  最高裁長官「一審は誤り」　砂川事件、米大使に破棄を示唆 共同通信2013年1月17日
7. ↑  砂川事件:米に公判日程漏らす　最高裁長官が上告審前[깨진 링크(과거 내용 찾기)] 毎日新聞2013年4月8日
8. ↑  澤藤統一郎の憲法日記「アメリカ産の砂川事件大法廷判決」 日本民主法律家協会
9. ↑  砂川事件:米に公判日程漏らす　最高裁長官が上告審前（1/2） 보관됨 2013-04-13 - 웨이백 머신 毎日新聞2013年4月8日
10. ↑  本判決全文 裁判所　2014年8月17日閲覧
11. ↑  『憲法判例百選II[第5版]』210事件有斐閣
12. ↑  砂川事件最高裁判決の「超高度の政治性」―どこが「主権回復」なのか 水島朝穂ホームページ『平和憲法のメッセージ』「今週の直言」2013年4月15日
13. ↑  “全文” (PDF). 裁判所. 2020년 6월 2일에 확인함.
14. 1 2 3 4  最高裁判例情報 (PDF)
15. ↑  野中俊彦ほか『憲法I(第5版)』
16. ↑  【私説・論説室から】 보관됨 2015-06-13 - 웨이백 머신 東京新聞、2015年3月30日
17. 1 2  “安保法案、合憲巡る与野党の論点は”. 《日本経済新聞》. 2015년 3월 13일. 2015년 6월 12일에 확인함.
18. ↑  “「必要最小限の集団的自衛権は矛盾」柳沢協二氏”. 《朝日新聞》. 2014년 4월 10일. 2015년 6월 12일에 확인함.[깨진 링크(과거 내용 찾기)]
19. 1 2 3  “合憲説明、政府ちぐはぐ　閣僚ら釈明相次ぐ”. 《朝日新聞》. 2014년 6월 11일. 2015년 6월 12일에 원본 문서에서 보존된 문서. 2015년 6월 12일에 확인함.
20. ↑  「安全保障の法的基盤の再構築に関する懇談会」報告書 (PDF, 655KB) , p. 5. 2014年8月17日閲覧
21. ↑  『臨時閣議及び閣僚懇談会議事録』平成26年7月1日 (PDF, 215KB) 　2014年8月17日閲覧
22. 1 2 3 4  “自民・高村氏「違憲批判あたらず」　衆院憲法審査会で与野党論戦”. 《日本経済新聞》. 2014년 6월 11일. 2015년 6월 12일에 확인함.
23. ↑  砂川事件元被告ら４人が再審請求　「集団的自衛権容認に抗議」 共同通信2014年6月17日
24. ↑  砂川事件、元被告らの再審請求棄却…東京地裁 보관됨 2016-03-08 - 웨이백 머신 読売新聞 2016年03月08日
25. ↑  砂川事件 抗告を棄却　東京高裁「『正義』免訴にならず」毎日新聞 2017年11月15日
26. ↑  砂川事件、最高裁も再審認めず　元被告らの特別抗告棄却 보관됨 2018-07-20 - 웨이백 머신 朝日新聞 2018年7月19日
27. ↑  再審認めない判断に怒り　元被告が会見毎日新聞 2018年7月20日